# Renato Pasquinucci
Renato Pasquinucci (Viareggio, 12 ottobre 1909 – San Marcello Pistoiese, 9 agosto 1988) è stato un allenatore di calcio e calciatore italiano, di ruolo difensore.

## Carriera
Ha disputato con la Spal di Ferrara due campionati di Serie B nel ruolo di centromediano; ha esordito tra i cadetti il 6 gennaio 1935 nella partita Spal-Pistoiese (1-1), nei due tornei ha giocato quarantanove incontri. Ha giocato in Serie B anche per una stagione con la maglia del Viareggio; in carriera ha giocato complessivamente 61 partite nella serie cadetta.

## Palmarès

### Giocatore

#### Competizioni nazionali
- Prima Divisione: 1

Viareggio : 1932-1933
- Serie C: 1

Anconitana-Bianchi: 1936-1937